# Constantin Missici

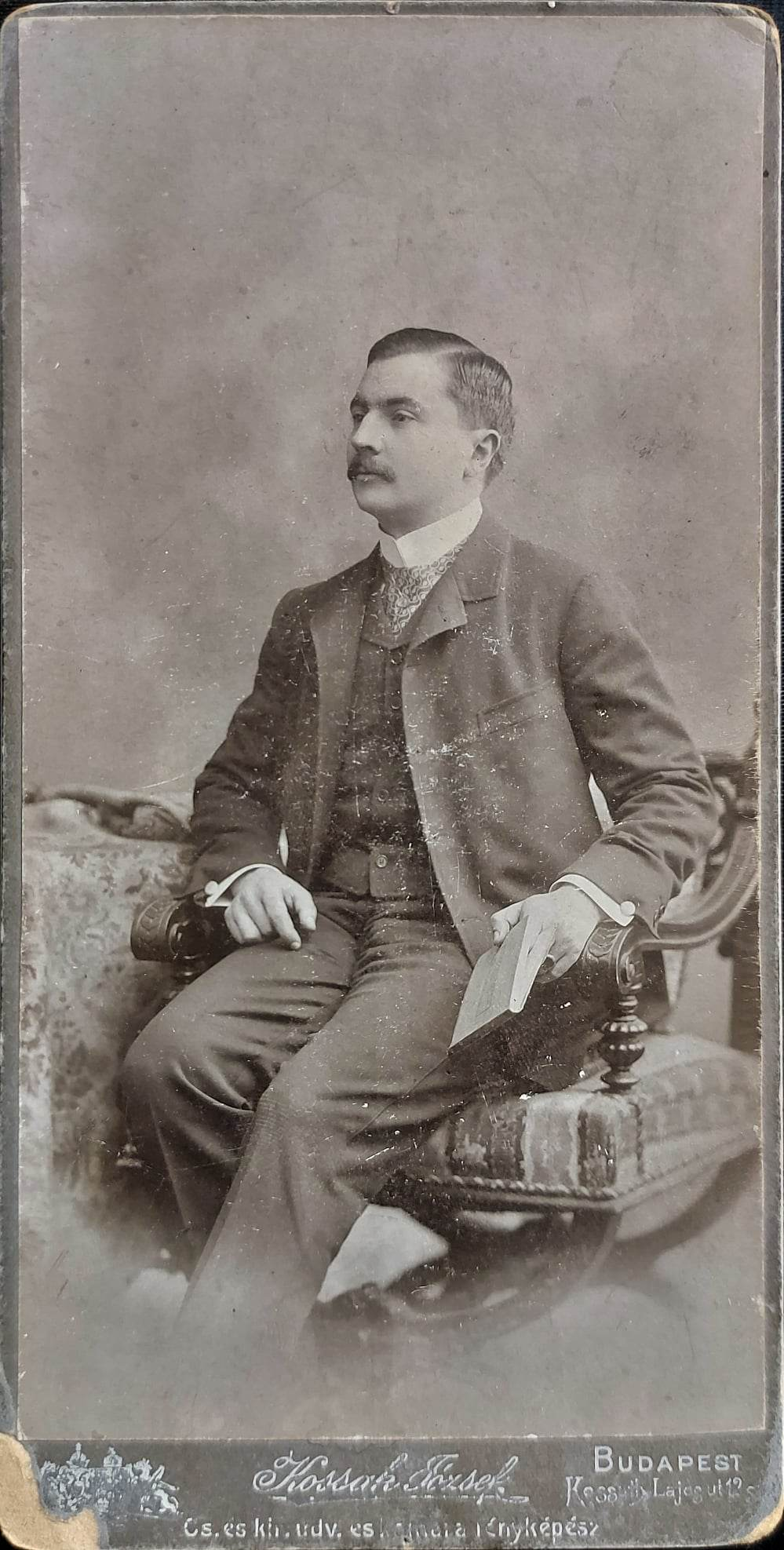
Constantin Missici, cabinet card de Kossak Jozsef

Constantin Misici (n. 25 mai 1878, Lipova, județul Arad – d. 31 iulie 1921, Brașov, județul Brașov) a fost un deputat în Marea Adunare Națională de la Alba Iulia, organismul legislativ reprezentativ al „tuturor românilor din Transilvania, Banat și Țara Ungurească”, cel care a adoptat hotărârea privind Unirea Transilvaniei cu România, la 1 decembrie 1918 :p. 88.

## Biografie
Născut la Lipova în 14 mai 1878, urmează școala primară în orașul natal, iar mai apoi liceul la Lugoj. În timpul liceului primește o bursă de la fundația „Emanoil Gojdu”. Mai târziu se înscrie la Facultatea de Drept a Universității din Budapesta, în anul 1895, unde îl avea coleg pe Traian Vuia, cu care împărțea locuința.
În anul 1895 renaște Societatea Studențească Română „Petru Maior” din Budapesta și din această societate face parte și Constantin Missici. Un an mai târziu face parte din cei ce organizează adunările generale ale „Astrei” la Lugoj.
În 1901, Missici locuia la Budapesta și se pregătea de doctorat, pe care îl obține în 1904. La 5 august 1905 se căsătorește cu Valeria Braniște la Brașov. Fratele soției sale era Valeriu Braniște, redactor la ziarul Dreptatea din Lugoj.
După 1918 a fost numit secretar general la Resortul de alimentare al Consiliului Dirigent din Sibiu, rămânând aici până în octombrie 1919. A murit la Brașov la 31 mai 1921 și este înmormântat în capela familiei din Lipova.

## Activitate politică
În noiembrie 1918, dr. Constantin Missici a fost ales printre cei cinci delegați ai cercului electoral Lipova din partea populației române, având ca scop participarea la hotărârea sorții națiunii române la 1 decembrie 1918, în cadrul Marii Adunării Naționale de la Alba Iulia :p. 88.
Dr. Constantin Missici a fost ales printre cei 23 de reprezentanți ai județului în Marele Sfat Național .